# Cyrtochilum pardinum
Cyrtochilum pardinum är en orkidéart som beskrevs av John Lindley. Cyrtochilum pardinum ingår i släktet Cyrtochilum, och familjen orkidéer. Inga underarter finns listade i Catalogue of Life.

## Bildgalleri

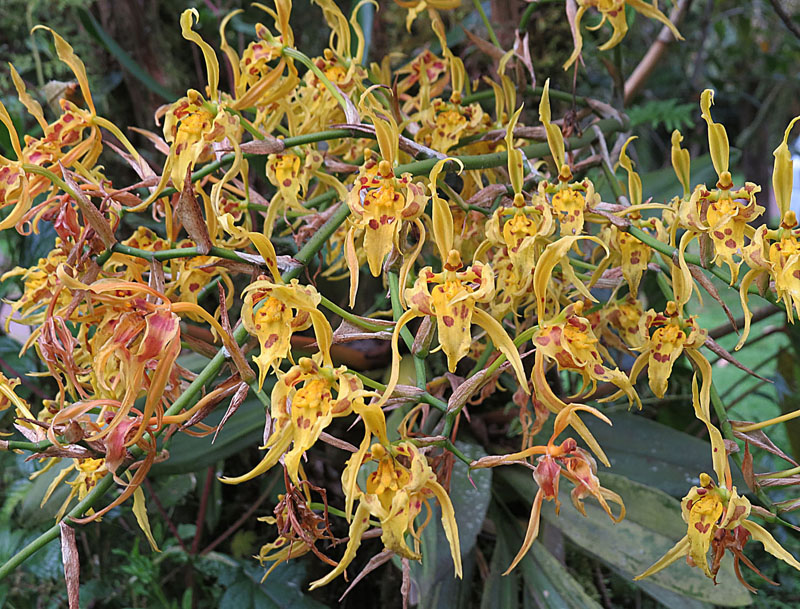